# ג
Guímel (גִּימֵל) es la tercera letra del alfabeto hebreo donde representa el sonido /g/, como en español "gato". Equivale a la letra gamel fenicia (𐤂) y tiene el valor 3.
En el juego de Dreidel, cada una de las 4 caras de la peonza tiene una letra: נ ג ה ש, que son las iniciales de la frase "Nes Gadol Haya Sham" = "allí ocurrió un gran milagro". Cuando los niños juegan con él durante el festival de Hanukkah, si el trompo cae sobre ג (Gimel) - gants, el jugador gana la apuesta, y cada uno pone uno en el bote (gants significa "todo" en yiddish)
Esta letra es una de las únicas 7 letras que se pueden coronar con 3 taguim (תָּגִים), estas 7 letras son: ג ז ט נ ע צ ש . La guímel también es una de las seis letras (בגדכפת, llamadas begadkefat) que pueden llevar un daguesh suave.
En hebreo moderno, la frecuencia de uso de la letra Guímel sobre las demás es del 1.26%.

## Pronunciación
Esta letra representa dos fonemas diferentes: cuando la guímel se encuentra al principio de la palabra, se pronuncia como /g/ (guímel); en cambio en cuando esta letra está en medio o final de la palabra, se pronuncia como /ɣ/ (ɣímel), (como la g intervocálica en español [hago], o "gamma" en griego moderno) aunque en hebreo israelí moderno esta oposición ya no se da, quedando [g] como único fonema para este grafema. Los dos se distinguen por un punto (llamado daguesh), que se pone en el centro de la letra para el sonido /g/ y para el sonido /ɣ/ no se pone.
En hebreo moderno también se emplea la guímel seguida de un apóstrofo para transcribir el sonido [d͡ʒ] (pronunciación de "yo" enfático, j en inglés o dj en francés), en extranjerismos, por ejemplo ג'אז : jazz.
| Nombre | Símbolo | AFI | Transliteración | Ejemplo |
| ------ | ------- | --- | --------------- | ------- |
| Ɣímel  | ג       | /ɣ/ | ɣ               | mago    |
| Guímel | גּ       | /g/ | g               | mango   |

### Guímel con el daguesh
Cuando la guímel tiene un "punto" en su centro, conocido como daguesh, esta letra representa el sonido /g/. Hay varias reglas de la gramática hebrea que estipulan cuándo y por qué se utiliza un daguesh.

### Guímel sin el daguesh
Cuanto esta letra aparece como ג sin el daguesh ("punto") en el centro entonces representa la fricativa labiodental sonora: /ɣ/. En hebreo israelí moderno, como ya se ha dicho, esta letra únicamente se pronuncia como /g/.

## Escritura
| Variantes | Variantes  | Variantes |
| Cuadrada  | Manuscrita | Rashi     |
| --------- | ---------- | --------- |
| ג         | Guímel     | Rashi     |

## Simbolismo
Simboliza bondad y culminación, maduración, actos de bondad. Eterna beneficencia de Dios hacia los hombres. ¿Por qué la guímel está en justa posición con la bet? Porque bet representa casa, el hogar que está abierta para todos y guímel representa el Guever, hombre, quien ve a una persona necesitada parada en la puerta y le procura alimento: comida, bebida y compañía. Guímel es 3: dos factores oponentes deben ser unidos para formar un tercero, más perfecto como entidad, capacidad de neutralizar dos fuerzas contrastantes. 3 es el resultado de una unión, por ejemplo, bondad y justicia resultan en verdad, significa el balance. La verdad decide cuándo utilizar la bondad y cuando la justicia (Khesed Tiferet Guevurà). Las 27 letras del álef-bet total pueden ser divididas en elegidas. Las elegidas representan unidades de santidad ascendente.
La guímel significa no sólo camello, sino la casa (bet) que la humanidad a través del tiempo transporta. Significa también el bien. La guímel es en esencia la variación de las letras zain y yod. La guímel puede ser vista como el hombre caritativo, el pie izquierdo de la guímel es como el pie levantado del río que va hacia la casa del pobre que es simbolizada por la próxima letra.
La letter guímel is el símbolo electoral del partido extremista israelí Yahadut Hatorah Hameuḥedet (en español: Judaísmo Unido de la Torá) y de hecho al partido se le apoda Gimmel.